# You Can't Do That on Stage Anymore, Vol. 6
You Can't Do That on Stage Anymore, Vol. 6 è l'ultimo doppio album della collezione di esecuzioni live di Frank Zappa, registrato tra il 1970 e il 1988 e pubblicato nel 1992.
Questa uscita contiene Lonesome Cowboy Nando, un adattamento della canzone Lonesome Cowboy Burt che dedicò al suo amico biologo Fernando Boero in quanto questi avrebbe nominato in suo omaggio la medusa Phialella zappai.

## Tracce

### Disco uno
1. The M.O.I. Anti-Smut Loyalty Oath - 3:01
2. The Poodle Lecture - 5:02
3. Dirty Love - 2:39
4. Magic Fingers - 2:21
5. The Madison Panty-Sniffing Festival - 2:44
6. Honey, Don't You Want a Man Like Me? - 4:01
7. Father O'Blivion - 2:21
8. Is That Guy Kidding or What? - 4:02
9. I'm So Cute - 1:39
10. White Person - 2:07
11. Lonely Person Devices - 3:13
12. Ms. Pinky - 2:00
13. Shove It Right In (comprende She Painted Up Her Face, Half A Dozen Provocative Squats e Shove It Right In) - 6:45
14. Wind up Workin' in a Gas Station - 2:32
15. Make a Sex Noise - 3:09
16. Tracy Is a Snob - 3:54
17. I Have Been in You - 5:04
18. Emperor of Ohio - 1:31
19. Dinah-Moe Humm - 3:16
20. He's So Gay - 2:34
21. Camarillo Brillo - 3:09
22. Muffin Man - 2:25

### Disco due
1. NYC Halloween Audience - 0:46
2. The Illinois Enema Bandit - 8:04
3. Thirteen - 6:08
4. Lobster Girl - 2:20
5. Black Napkins - 5:21
6. We're Turning Again - 4:56
7. Alien Orifice - 4:16
8. Catholic Girls - 4:04
9. Crew Slut - 5:33
10. Tryin' to Grow a Chin - 3:33
11. Take Your Clothes Off When You Dance - 3:46
12. Lisa's Life Story - 3:05
13. Lonesome Cowboy Nando - 5:15
14. 200 Motels Finale - 3:43
15. Strictly Genteel - 7:07